# Августа Доротея фон Брауншвайг-Волфенбютел
Августа Доротея фон Брауншвайг-Волфенбютел (на немски: Auguste Dorothea von Braunschweig-Wolfenbüttel; * 16 декември 1666, Волфенбютел; † 11 юли 1751, дворец Августенбург при Арнщат) от род Велфи (Нов Дом Брауншвайг), е принцеса от Брауншвайг-Волфенбютел и чрез женитба графиня на Шварцбург-Зондерсхаузен и от 1697 г. княгиня на Шварцбург.

## Произход
Тя е дъщеря на херцог Антон Улрих фон Брауншвайг-Волфенбютел (1633 – 1714) и съпругата му Елизабет Юлиана фон Холщайн-Норбург (1634 – 1704), дъщеря на херцог Фридрих фон Шлезвиг-Холщайн-Норбург и Елеонора фон Анхалт-Цербст. Сестра е на Елизабет Елеонора (1658 – 1729), Август Вилхелм (1662 – 1731), Анна София (1659 – 1742), Лудвиг Рудолф (1671 – 1735) и други.
Августа Доротея е леля на императрица Елизабет Христина, от 1708 г. съпруга на императора на Свещената Римска империя Карл VI, и майка на Мария Терезия. Другата ѝ племенница Шарлота Христина е омъжена през 1711 г. за царевич Алексей Петрович, син на руския император Петър I Велики, и майка на император Петър II.

## Фамилия
Августа Доротея се омъжва на 7 август 1684 г. във Волфенбютел за граф Антон Гюнтер II фон Шварцбург-Зондерсхаузен (1653 – 1716), вторият син на граф Антон Гюнтер I фон Шварцбург-Зондерсхаузен (1620 – 1666). Бракът е бездетен.
Нейният съпруг е издигнат през 1697 г. на имперски княз и живее в Арнщат. Тя получава през 1699 г. от съпруга си подарък един парцел, на който до 1710 г. построява дворец Августенбург. Там тя събира ценности и живее след смъртта на съпруга си 35 години. Тя организира миниатурен град за кукли „Mon plaisir“.
Тя е погребана в манастир Урсулинен в Ерфурт. 